# 来島海峡展望館
来島海峡展望館（くるしまかいきょうてんぼうかん）は、愛媛県今治市の来島海峡に面する所にある展望台である。

## 概要
来島海峡に面しており、目の前に来島海峡大橋や伊予大島が望め、瀬戸内海の島々や海峡を行き来する船舶を眺めることができる。また展望館内（入館無料）には来島海峡と来島海峡大橋に関する資料や模型など、また、日本遺産「村上海賊」の解説が展示してあり、売店・自販機・トイレの設備がある。サンライズ糸山（自転車ターミナル）からここへ向かう途中には、来島海峡大橋への自転車・歩行者・原付バイクの進入口がある。また、当館より西へ約100m上った所にある糸山展望台からは来島や架橋のダイナミックな景色が臨める
ここからの展望は、
「行ってみよう！えひめ感動の地20選」で「第1位来島海峡」（平成元年11月11日認定）に選定され石碑が設置されている。また、当館の前には少女が海に向かう姿を描いた「海へ」の像（高階城太郎・作　平成10月4月設置）、野口雨情詩碑「狂い汐なりや来島瀬戸の汐もぜひなや渦もまく」、越智伊平翁顕彰碑（平成12年12月設置）がある。

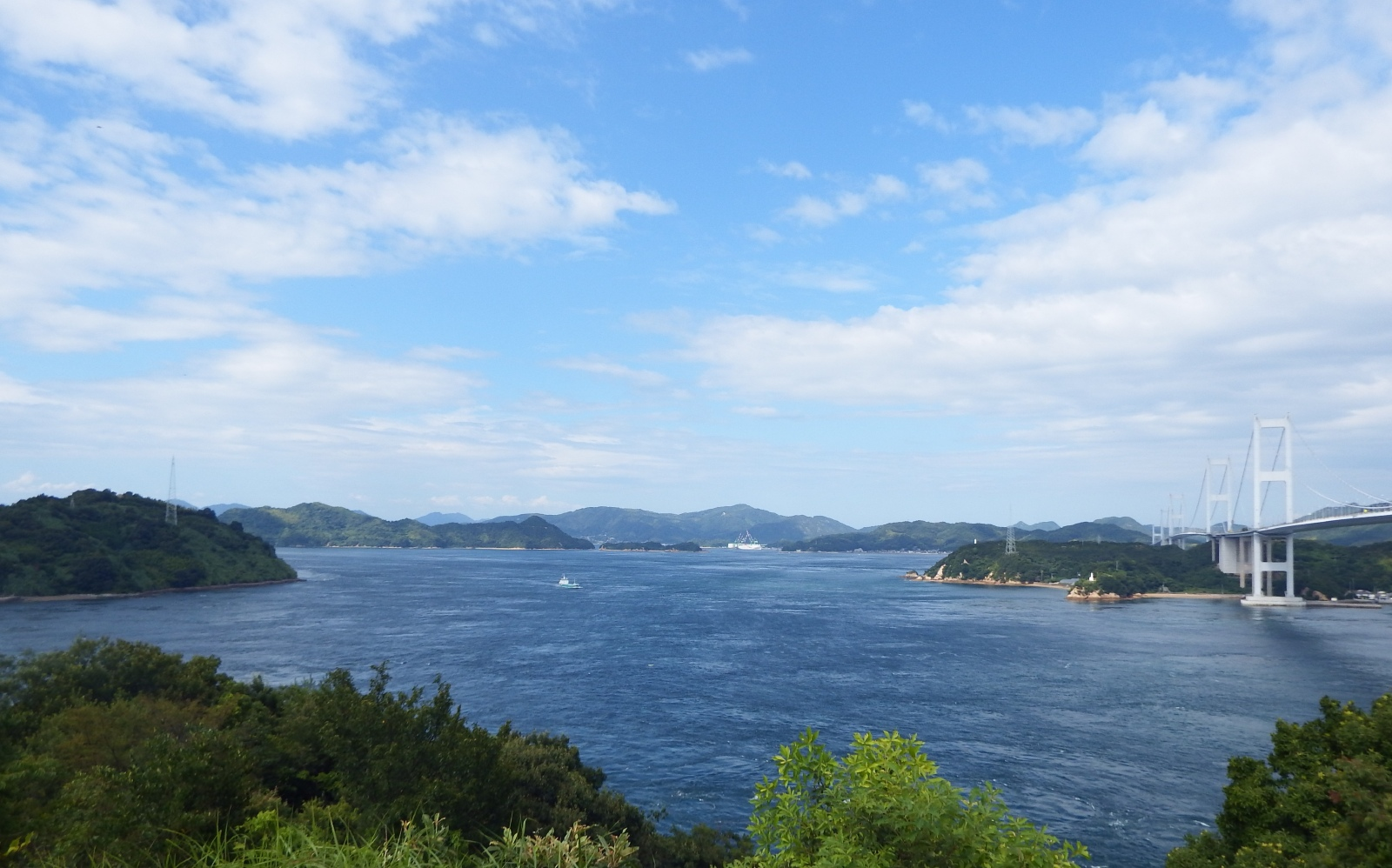
来島海峡
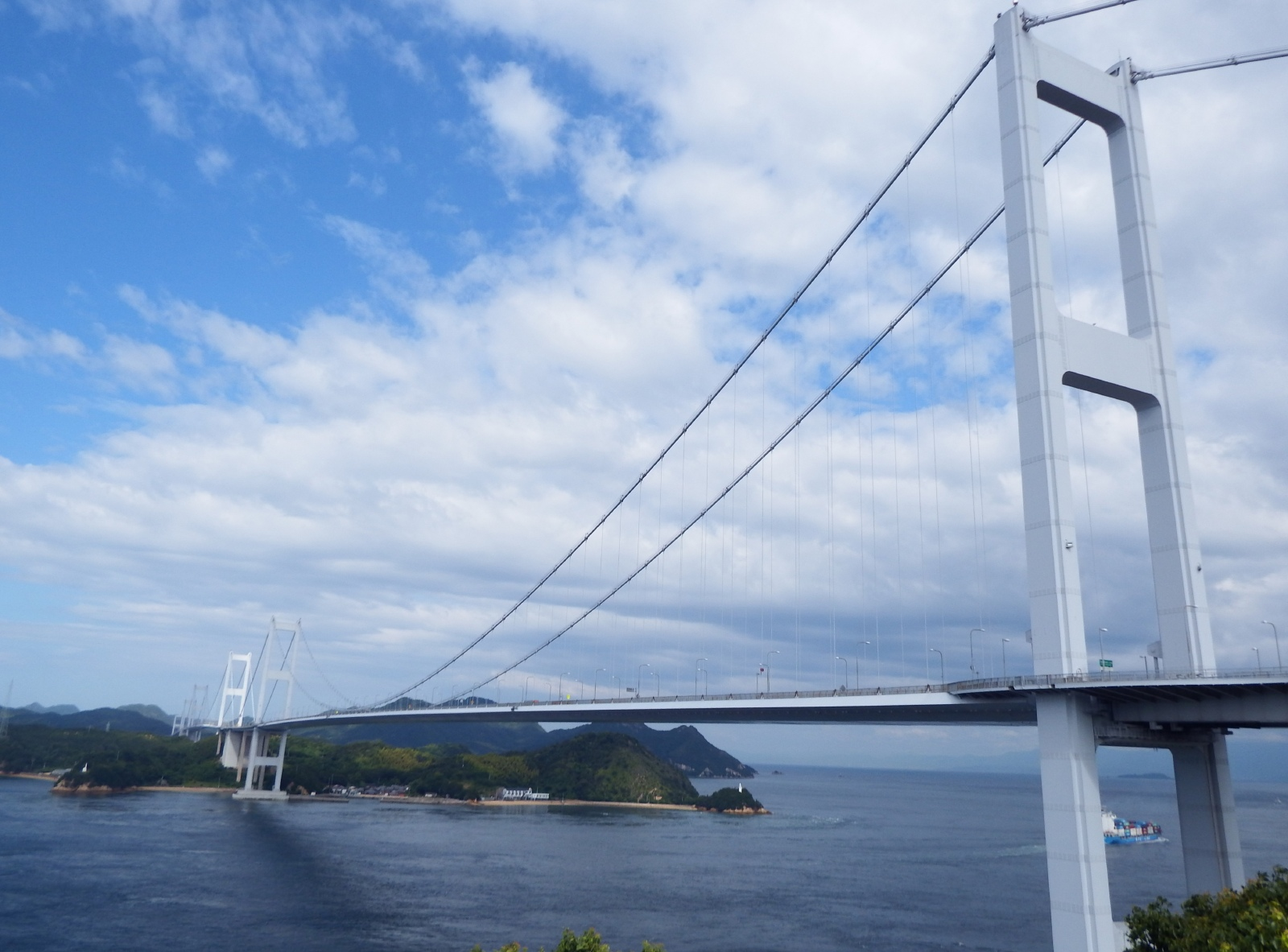
来島海峡大橋
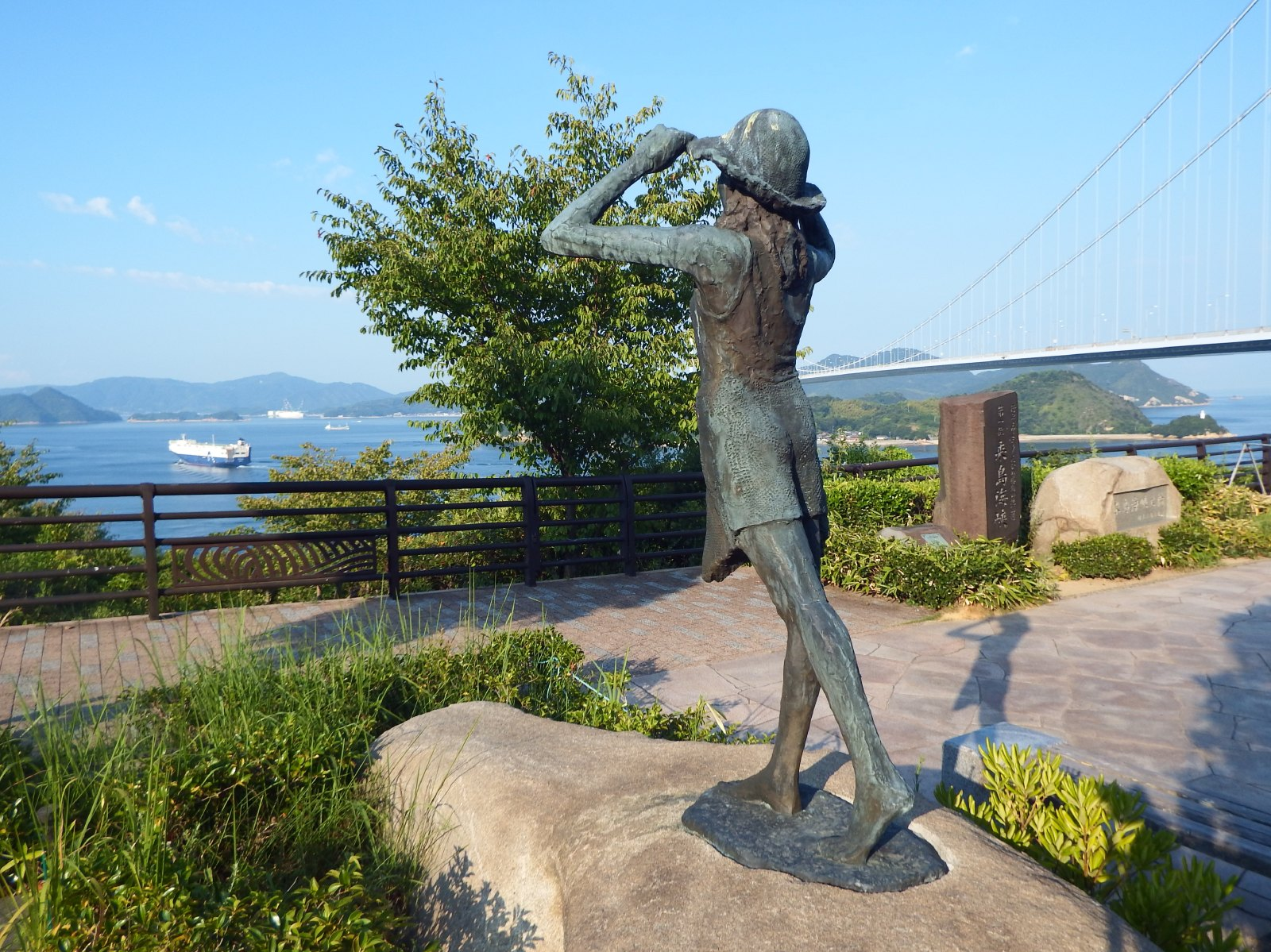
展望館前
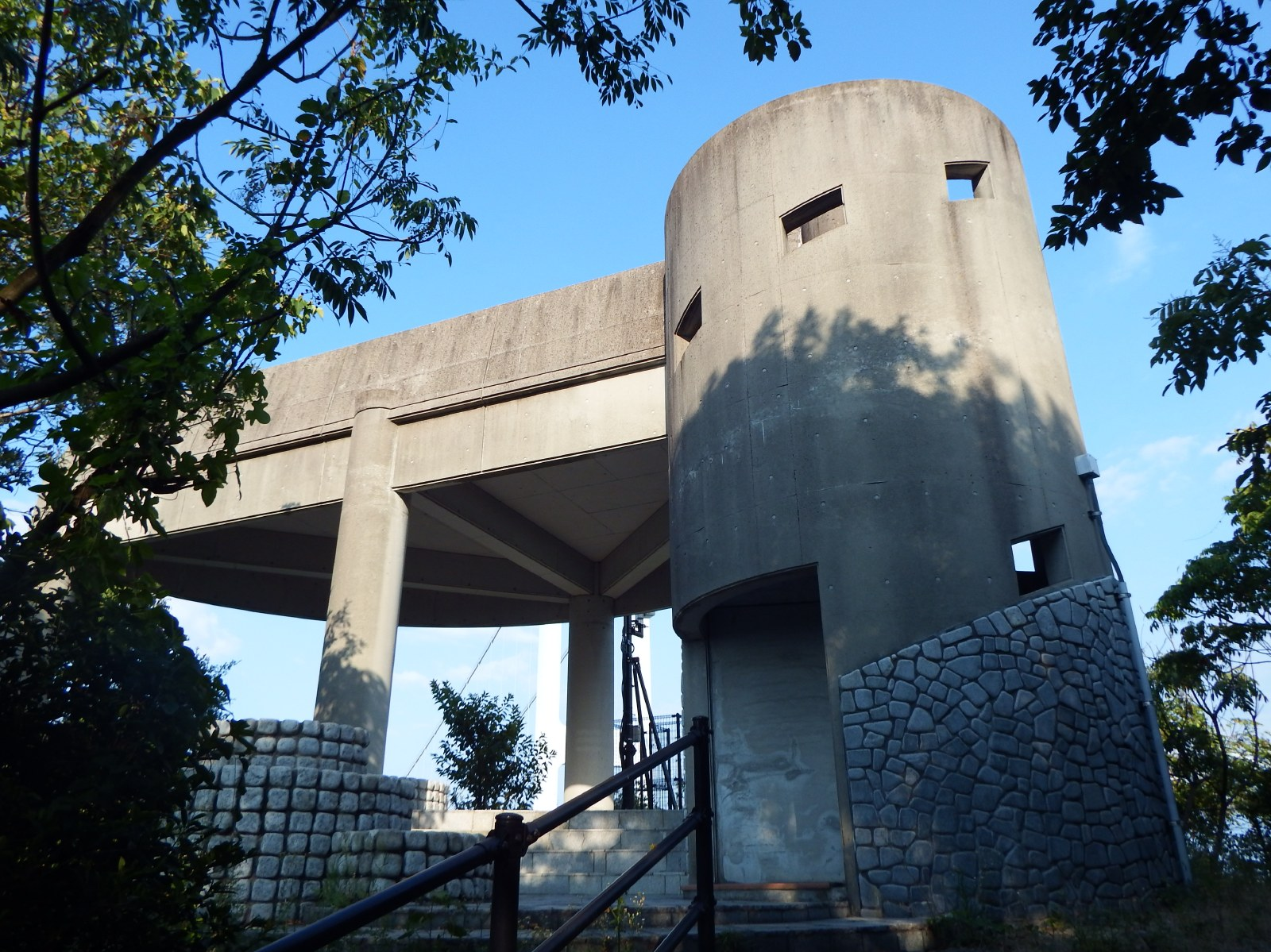
糸山展望台
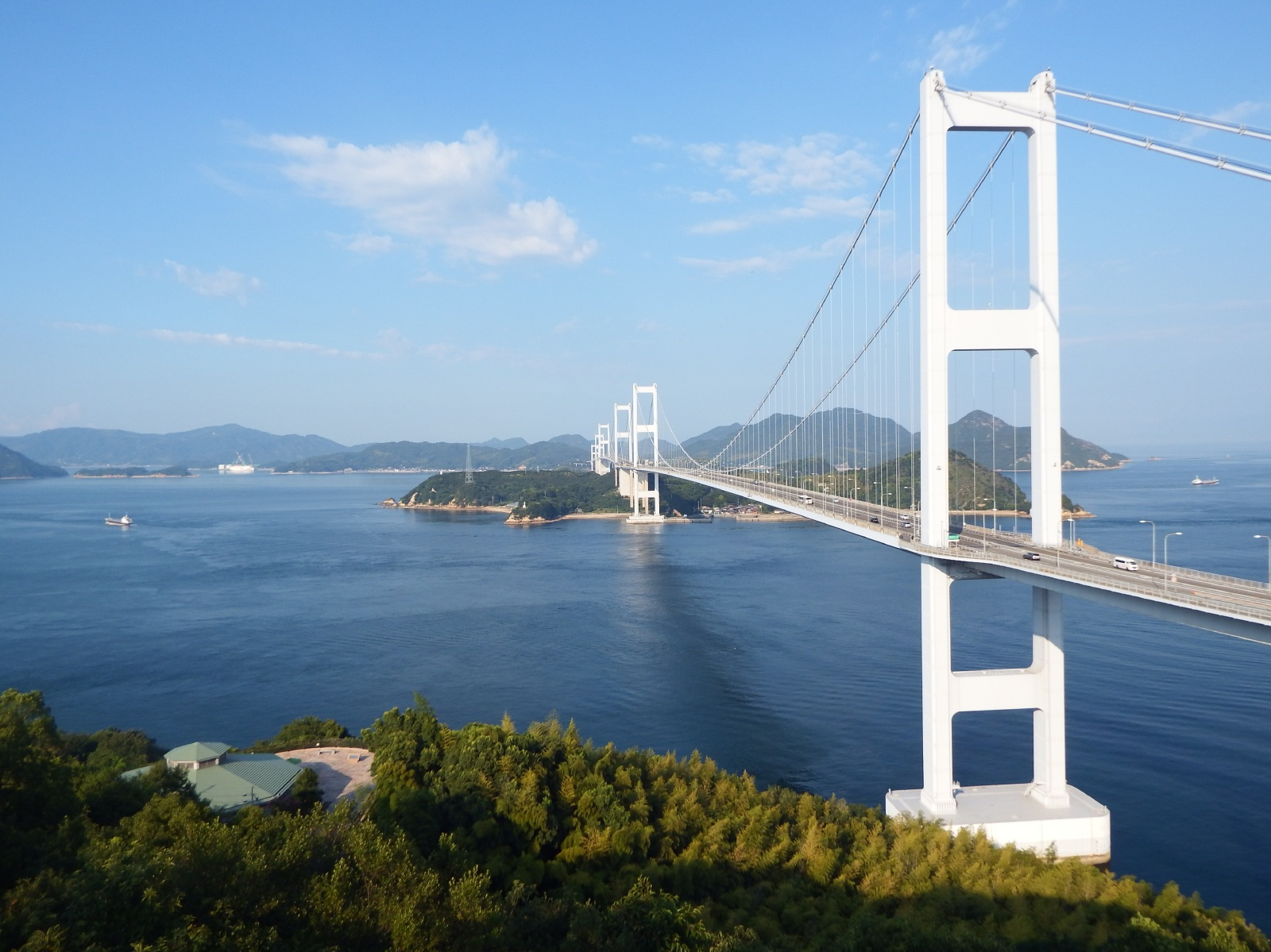
糸山展望台から北を（左下には当館）
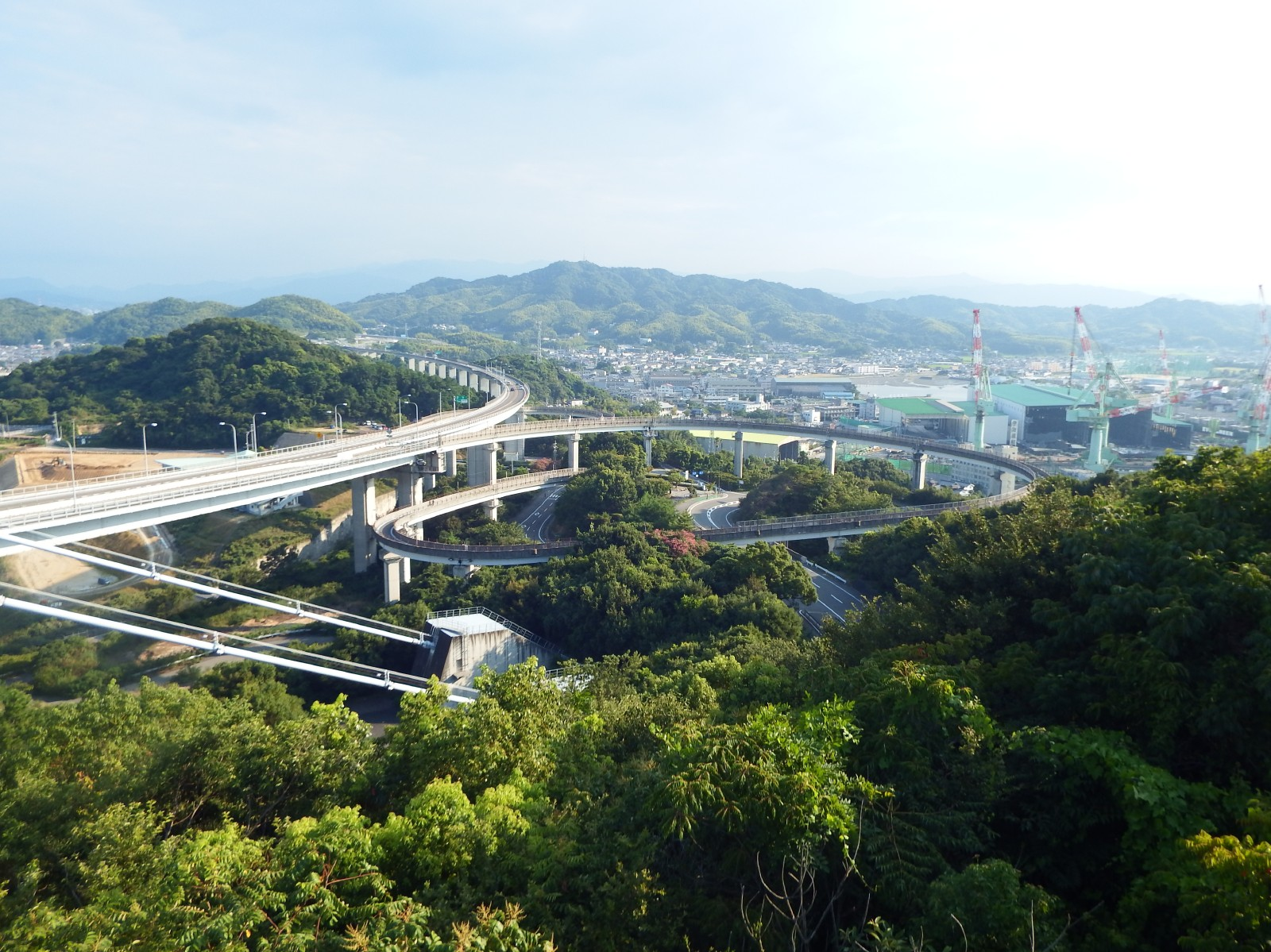
糸山展望台から南を

## アクセス他
- 展望館売店の売れ筋：銘菓ラムリン（ラム酒を含んだカステラ）、今治タオル（ハンドタイプ）、柑橘の雫（とろけるゼリー）他
- 駐車場：大型バス4台、普通車60台
- せとうちバス「展望台入口」停留所を下車し約10分。
- 来島海峡大橋
- サンライズ糸山